# روني ميرفي
روني ميرفي (بالإنجليزية: Ronnie Murphy)‏ (3 سبتمبر 1962 بدبلن في جمهورية أيرلندا - ) هو لاعب كرة قدم أيرلندي في مركز الدفاع. لعب مع نادي بوهيميان ونادي دوندالك ونادي شامروك روفرز ونادي فين هاربز ولونغفورد تاون ‏ وMonaghan United F.C. ‏.

## وصلات خارجية
- روني ميرفي على موقع قاعدة بيانات كرة القدم.إي يو (الإنجليزية)